# دو (فیلم ۲۰۱۹)
دو (به انگلیسی: Dev) فیلمی هندی محصول سال ۲۰۱۹ و به کارگردانی راجات راوی شانکار است. در این فیلم بازیگرانی همچون کارتی، راکول پریت سینگ، پراکاش راج و رامیا کریشنان ایفای نقش کرده‌اند.